# 남초
남초(男超)는 성비 불균형 현상 중 하나로 남자가 여자보다 더 많은 경우를 일컫는 말이다. 2017년 기준 전 세계 성비는 102 : 100으로 남성이 더 많은 남초 상태이다. 대륙별로 살펴보면 아시아가 104.8 : 100으로 가장 남초 현상이 심하고 뒤를 이어 오세아니아가 100.2 : 100이며 아프리카가 99.7 : 100, 북미가 98 : 100, 중남미가 97.8 : 100이고 유럽이 93.4 : 100으로 여초 현상이 심각하다. 대한민국의 경우 2017년 통계청 인구조사 결과 전체 인구는 5,142만 2,507명이었는데 그 중 남자가 2,576만 8,055명이었고 여자가 2,565만 4,452명으로 집계되어 전체 성비는 100.4 : 100으로 근소하게 남초인 상태다.

## 원인
일반적인 인류 사회에서는 여성의 기대 수명이 남성보다 더 높다. 그 때문에 출생 당시의 성비가 1 : 1일 경우엔 자라면서 남성들이 빨리 죽게 되므로 여성의 숫자가 남성보다 지나치게 많아진다. 그를 상쇄하기 위해서는 출생 당시 성비는 남성이 좀 더 높아야 한다. 그래서 사회적으로 용인하는 출생시 정상 성비는 105 : 100으로 보고 있다. 그래야 노년에 들어서 수명이 짧은 남성들이 죽으면서 전체 성비가 균형을 이루게 되기 때문이다. 남초 현상이 생기는 원인은 크게 2가지가 있는데 첫 번째는 남아선호사상이 강한 경우가 있고 두 번째는 외국인 노동자들의 유입이 많은 경우가 있다. 전자의 경우는 출생시의 성비가 정상 성비인 105 : 100을 초과했기 때문에 장년기, 노년기에 접어들어서도 계속해서 성비 불균형 상태가 유지되어 남자가 많은 상태가 이어진 것이고 후자의 경우는 내국인의 성비는 비교적 정상에 가깝지만 외국인 노동자들이 많이 유입되어 외국인 노동자들 때문에 성비가 왜곡된 경우이다. 전자의 대표적인 예가 1990년대까지의 한국과 현재의 중국, 인도 등이고 후자의 대표적인 예는 아랍에미리트, 카타르 등을 비롯한 중동 국가들이다.

## 한국의 남초 현상
한국의 경우 조선왕조실록을 참고하면 조선시대까지는 시대마다 약간의 변동이 있긴 했지만 대체로 여성이 남성보다 더 많은 여초 국가였다. 한 예로 헌종 14년(서기 1848년) 12월 29일 기록을 보면 당시 조선 조정에서 실시한 인구 조사 통계 결과에 따르면 가구 수는 111만 8,911호였고 인구는 1,264만 3,442명인데 이 중 남자가 602만 8,688명이었고 여자가 661만 4,754명으로 성비가 91.1 : 100인 여초 상태였다. 그러다가 고종 1년(서기 1864년) 이후부터는 계속해서 남성의 인구가 여성보다 근소하게 더 많은 남초 상태가 이어지고 있다. 통계청 인구 전수조사 결과를 살펴보면 1925~2017년까지 자료가 수록되어 있는데 1925년 당시 조선의 인구는 372만 773호에 1,952만 2,945명이었고 이 중 남자가 1,002만 943명, 여자가 950만 2,002명으로 나타났다. 1930년 인구 조사 결과에서도 당시 조선의 인구는 398만 5,953호에 2,105만 8,305명이었고 이 중 남자가 1,076만 3,679명, 여자가 1,029만 4,626명으로 남자가 여자보다 더 많았다. 그 이후로 계속해서 남자가 더 많은 상태가 이어졌다. 즉, 한국은 현재 조선 고종 때부터 지금까지 150년이 넘도록 남성이 여성보다 더 많은 상태다.
그리고 1960년대 이후로 한국 정부는 산아제한정책을 실시하여 저출산을 장려했는데 그 때문에 대를 이을 아들을 선호하는 풍조와 맞물려 딸을 낙태하는 부모들이 많았다. 그 때문에 1980년대부터 1990년대까지 출생한 아이들의 성비는 매우 불균형이 심하다. 통계청 전수 조사 결과에 따르면 1985년 당시 한국의 전체 성비는 100.2 : 100으로 근소하게 남자가 더 많았지만 0~4세의 성비는 108 : 100이었고 1990년에도 한국의 전체 성비는 100.7 : 100으로 근소하게 남자가 더 많은 상태였지만 0~4세의 성비는 111.2 : 100이었다. 1995년에는 더 심해서 0~4세 성비가 113.4 : 100까지 벌어졌다고 한다. 이로 인한 원인은 1980~1990년대에 자행되었던 여아 낙태 문제와 깊은 연관이 있다는 것이 정설이다. 이 시기에 태어난 남성들은 2010년대 들어 현재 20~30대 결혼 적령기에 접어들었는데 성비 불균형이 워낙 심해서 결혼 문제에 있어서 심각한 불편을 겪고 있다.
2015년 9월, 행정자치부에선 주민등록 인구 통계 결과 남성이 2,573만 212명, 여성이 2,573만 5,016명으로 처음으로 여성 인구가 남성 인구를 추월했다고 발표했다. 그러나 같은 해 통계청 인구 전수 조사 결과는 달랐다. 2015년 통계청에서 실시한 인구 전수 조사 결과에 따르면 당시 대한민국의 총 인구는 5,106만 9,375명이었는데 이 중 남성이 2,560만 8,502명이었고 여성이 2,546만 873명으로 여전히 남성 인구가 14만 7,629명 더 많은 것으로 나타났다. 그 이유는 바로 외국인 노동자 때문이었는데 내국인의 통계 결과는 행정자치부 조사 결과대로 여성이 6만 6,000명 정도 더 많았지만 외국인을 포함한 결과 외국인 남성의 숫자가 여성보다 21만 3,000명 정도 더 많았기 때문에 여전히 남성 인구가 더 많은 것으로 나타났다. 참고로 인구의 정의는 국민이나 민족과는 다르다. 인구의 정의는 한 지역 내에 거주하는 인간 집단의 계수를 말하는 것인데 내국인이라고 하더라도 인구 조사 당시에 그 나라에 거주하고 있지 않으면 인구에 포함되지 않고 외국인이라고 하더라도 그 나라에 거주하고 있으면 인구에 포함이 된다. 그래서 정부는 2016년 여성 인구가 남성 인구를 초월하는 ‘여초사회’는 앞으로 상당기간 도래하지 않을 것이라고 전망을 대폭 수정했다.
2016년 통계청 인구조사 결과에서도 대한민국의 전체 인구는 5,126만 9,954명이었는데 이 중 남성은 2,569만 6,987명이었고 여성은 2,557만 2,567명으로 나타나 여전히 남성이 12만 4,420명 더 많은 것으로 나타났다. 이유는 역시 외국인 노동자 때문으로 내국인의 결과는 여성이 남성보다 9만 3,000명 정도 더 많은 것으로 집계되었지만 외국인의 결과를 보면 남성이 여성보다 21만 7,000명 정도 더 많았기 때문에 전체 합산 결과 여전히 남성이 더 많은 상태가 지속된 것이다. 2017년 통계청 인구 조사 결과에서도 대한민국의 전체 인구는 5,142만 2,507명이었는데 이 중 남성이 2,576만 8,055명이었고 여성은 2,565만 4,452명으로 여전히 남성이 11만 3,603명 더 많은 것으로 나타났다. 내국인의 결과는 여성이 남성보다 10만 명 정도 더 많았지만 외국인의 경우 남성이 여성보다 21만 2,000명 더 많았기 때문에 계속해서 남성의 인구가 더 많은 상태가 지속되고 있는 것이다. 앞으로도 한동안은 남성의 인구가 많은 상태가 지속될 듯하다.
광역지자체 별로 세분화해서 살펴보면 인천광역시와 대전광역시, 울산광역시, 세종특별자치시, 경기도, 강원도, 충청남도, 충청북도, 경상남도, 경상북도, 전라남도, 제주특별자치도가 남자가 여자보다 더 많은 남초 지역으로 나타났다. 각각의 성비는 인천은 101.3 : 100, 대전은 100.7 : 100, 울산은 107.7 : 100, 세종은 101.5 : 100, 경기도는 102.4 : 100, 강원도는 102.2 : 100, 충청남도는 105.2 : 100, 충청북도는 103.3 : 100, 경상남도는 103.6 : 100, 경상북도는 102.2 : 100, 전라남도는 100.7 : 100, 제주도는 102 : 100으로 울산이 전국에서 가장 남초 현상이 심각하다는 것을 알 수 있다. 특히 울산은 5개 구, 군 모두 남자가 여자보다 더 많은 상태인데 그 중에서도 성비 불균형이 가장 심한 곳은 바로 동구로 그곳의 성비는 무려 114.5 : 100까지 벌어지는 극단적인 남초 현상을 보여준다.
시, 군, 구 별로 따져보았을 때 가장 남초 현상이 심각한 곳은 인천광역시 옹진군인데 이 곳의 성비는 무려 132.7 : 100이라는 극단적인 남초 현상을 보여준다. 이는 옹진군에 해병대가 주둔하고 있어 그곳에 거주하는 군인들 때문에 그런 것으로 보인다. 전국에서 성비가 130을 넘어가는 곳은 인천광역시 옹진군 단 하나 뿐이다. 그 다음으로 경상북도 울릉군이 124.4 : 100으로 역시 극단적인 성비를 보여주며 세 번째로 강원도 화천군이 123.1 : 100으로 극단적인 남초 현상을 보여주고 있다. 이 3곳 모두 군인들 때문에 성비가 높은 것으로 보인다.
자세한 내용은 대한민국의 도시 별 성비 문서 참조.

## 남초 국가
- 아시아 : 동티모르(101.7 : 100), 레바논(100.3 : 100), 말레이시아(107 : 100), 몰디브(103.3 : 100), 바레인(165.9 : 100), 방글라데시(100.3 : 100), 부탄(107.7 : 100), 브루나이(108 : 100), 사우디아라비아(135.2 : 100), 시리아(101 : 100), 아랍에미리트(223.1 : 100), 아프가니스탄(104.8 : 100), 예멘(102 : 100), 오만(188.9 : 100), 요르단(112.5 : 100), 우즈베키스탄(100.6 : 100), 이라크(102.1 : 100), 이란(102.7 : 100), 인도(108 : 100), 인도네시아(101 : 100), 중국(105 : 100), 카타르(307.7 : 100), 쿠웨이트(169.2 : 100), 파키스탄(105.1 : 100), 팔레스타인(103.3 : 100), 필리핀(101.8 : 100)

- 아프리카 : 나이지리아(104.1 : 100), 남수단(103 : 100), 리비아(103.2 : 100), 르완다(100.2 : 100), 마다가스카르(100.3 : 100), 상투메프린시페(100.2 : 100), 세이셸(106 : 100), 소말리아(101 : 100), 수단(102.9 : 100), 알제리(102.6 : 100), 앙골라(102 : 100), 에티오피아(100.8 : 100) 이집트(104 : 100), 잠비아(100.1 : 100), 적도기니(114.2 : 100), 카보베르데(100.5 : 100), 코트디부아르(106.1 : 100), 콩고 공화국(101 : 100), 콩고민주공화국(100.3 : 100)

- 오세아니아 : 나우루(102 : 100), 마셜 제도(104 : 100), 바누아투(103 : 100), 사모아(105.6 : 100), 솔로몬 제도(104.5 : 100), 통가(101 : 100), 투발루(102 : 100), 파푸아뉴기니(106.6 : 100), 팔라우(114.6 : 100), 피지(103 : 100)

- 유럽 : 노르웨이(101.4 : 100), 룩셈부르크(100.9 : 100), 마케도니아(100.4 : 100), 몰타(100.3 : 100), 스웨덴(100.2 : 100), 아이슬란드(101.2 : 100), 안도라(102 : 100), 알바니아(102.5 : 100), 터키(100.7 : 100)

- 북아메리카 : 과테말라(104.7 : 100), 벨리즈(100 : 100)[19], 세인트 빈센트 그레나딘(105.3 : 100), 트리니다드 토바고(100.7 : 100), 파나마(100.7 : 100)

- 남아메리카 : 베네수엘라(100.5 : 100), 볼리비아(101.5 : 100), 파라과이(101.7 : 100), 페루(100.3 : 100)

이상의 자료는 모두 통계청의 국제, 북한 통계에서 가져왔음을 밝힌다.